# Peridipes arachidis
Peridipes arachidis är en svampart som beskrevs av Buriticá & J.F. Hennen 1994. Peridipes arachidis ingår i släktet Peridipes, ordningen Pucciniales, klassen Pucciniomycetes, divisionen basidiesvampar och riket svampar.   Inga underarter finns listade i Catalogue of Life.